# كونور ماكدونالد
كونور ماكدونالد (بالإنجليزية: Conor McDonald)‏ هو لاعب قذف أيرلندي، ولد في 22 يوليو 1995 في Gorey ‏ في جمهورية أيرلندا.